# Christiane Jaccottet
Christiane Jaccottet   (Lausana, 18 de maig de 1937 - Rivaz, 26 d'octubre de 1999) fou una pianista suïssa.
Filla de dos músics André i Andrée Wachsmuth-Loew, va estudiar piano i teoria musical al Conservatori La Chaux-de-Fonds, amb Élise Faller. Es va graduar allà el 1954 i després va continuar els seus estudis a "l'Akademie für Musik und darstellende Kunst" de Viena fins al 1957 amb Eta Harich-Schneider i Joseph Mertin.
El 1961 va participar en el curs de representació de Gustav Leonhardt. Des de la seva carrera internacional, imparteix classes a Lausana i enregistra, en particular, el Johann Sebastian Bach complet per a clavicèmbal. Va succeir Isabelle Nef el 1975 i es va convertir en professora de clavicèmbal i música antiga al Conservatori de Ginebra.

## Discografia
- amb Arthur Grumiaux: Bach: Sonates per a violí completes, 2CD, segell: Decca, 1996, d
- Bach: La part 1 ben temperada, vol. 2, segell Kannon classic, 1998.
- Bach: The Well-Tempered Clavier I / Das Wohltemperierte Klavier, 2 CD, segell zyx, clàssic, 2010
- Bach: Variacions Goldberg; 4 duets, etiqueta digital clàssica, DDD,
- Bach: Edició 4 del Concert de Brandenburg en Re menor, segell Mocking burd, 2012
- amb Heinz Holliger: Couperin: Nouveaux Concerts núm. 7, 8, 10, 11, 13, 14, etiqueta aquari.